# あなたのことが大すき。
『あなたのことが大すき。』（あなたのことがだいすき）は、アメリカ合衆国のシンガーソングライター、プリシラ・アーンが2014年に発表した日本企画のスタジオ・アルバム。スタジオジブリ制作のアニメーション映画『思い出のマーニー』と連動した歌集アルバムで、同作の主題歌「Fine On The Outside」も収録されている。

## 背景
「Deep Inside My Heart」は、『思い出のマーニー』の監督である米林宏昌から提示されたキーワードを元に作られた曲で、クレジットでも作詞は米林との共作となった。「This Old House」は、作中で舞台となった屋敷をイメージした曲である。「Waltzing Memories」はフランシスコ・タレガの「アルハンブラの思い出」に歌詞をつけた曲で、作中では村松崇継が「アルハンブラの思い出」を編曲した挿入曲「思い出のマーニー」が使用されている。「I Am Not Alone」は、村松が作曲した「杏奈」に歌詞をつけた曲で、村松は「プリシラが歌ってくれたことにより、曲が化学反応を起こしてすごい素敵になったというか。普通に楽曲提供みたいに曲を渡して、ここまで変わるってことはあんまりないんですよ」とコメントしている。
アルバム・タイトルは映画『思い出のマーニー』のキャッチコピーでもあり、アーン自身は「すごくキュートで優しいメッセージだと思ったので、この言葉をタイトルにしました」とコメントしている。ジャケットには作中のキャラクターであるマーニーの絵が使用された。収録曲の著作権（「Waltzing Memories」を除く全曲）および原盤権は、スタジオジブリに帰属している。
2015年にポニーキャニオン・コリアから発売された韓国盤CDのタイトルは、『Just Know That I Love You.』という英題に変更されている。

## 反響・評価
オリコンチャートでは10週トップ300入りし、2017年7月28日に最高58位を記録した。
内本順一は『bounce』vol.369（2014年7月25日）のレビューにおいて「これまでの作品中でもっとも彼女の資質と世界観が素直に表れた一枚と言えるだろう」「音も極めて簡素で、だからメロディーと歌声の美しさが際立っている」と評している。また、高岡洋詞は「収録された楽曲は、いずれも心に孤独を抱えた杏奈とマーニーをそっと見守るような優しさが印象に残る、アコースティックなナンバーばかり」と評している。

## 収録曲
特記なき楽曲は作詞・作曲ともプリシラ・アーンによる。
1. Fine On The Outside - 4:12
2. Deep Inside My Heart - 3:43
  - 作詞：プリシラ・アーン、米林宏昌／作曲：プリシラ・アーン
3. Pretty Dress - 2:23
4. I See You - 3:58
5. Marnie - 3:07
6. This Old House - 3:18
7. With You - 3:45
8. You're A Star - 3:45
9. Waltzing Memories - 3:31
  - 作詞：プリシラ・アーン／作曲：フランシスコ・タレガ
10. I Am Not Alone - 4:12
  - 作詞：プリシラ・アーン／作曲：村松崇継

## 参加ミュージシャン
- プリシラ・アーン - ボーカル、アコースティック・ギター、キーボード
- オリヴァー・クラウス - チェロ(on #1, #2)
- ウェンディ・ワン - ベース・ギター(on #3, #6, #8)、パーカッション(on #3, #6, #8)、プログラミング(on #3)、エレクトリック・ギター(on #8)
- サシャ・スミス - ピアノ(on #6)
- Miloš - クラシック・ギター(on #9)
- 村松崇継 - キーボード(on #10)
- 桑原利之 - シンセサイザー・プログラミング(on #10)
- 塚田剛 - ギター(on #10)
- 斎藤順 - ウッド・ベース(on #10)
- 山下由紀子 - パーカッション(on #10)
- 押鐘貴之ストリングス(on #10)